# Verspenen

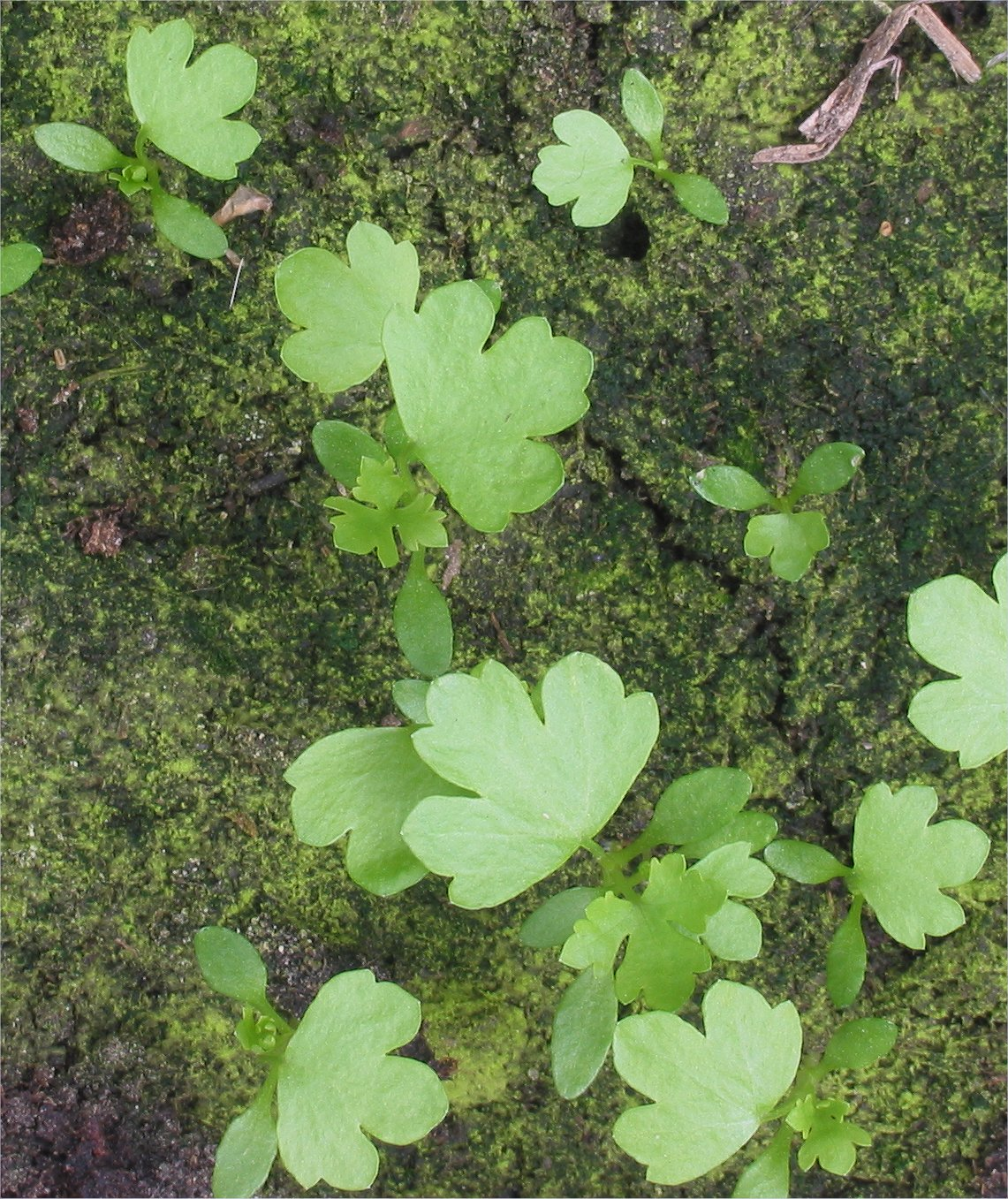
Verspeenbare planten van knolselderij

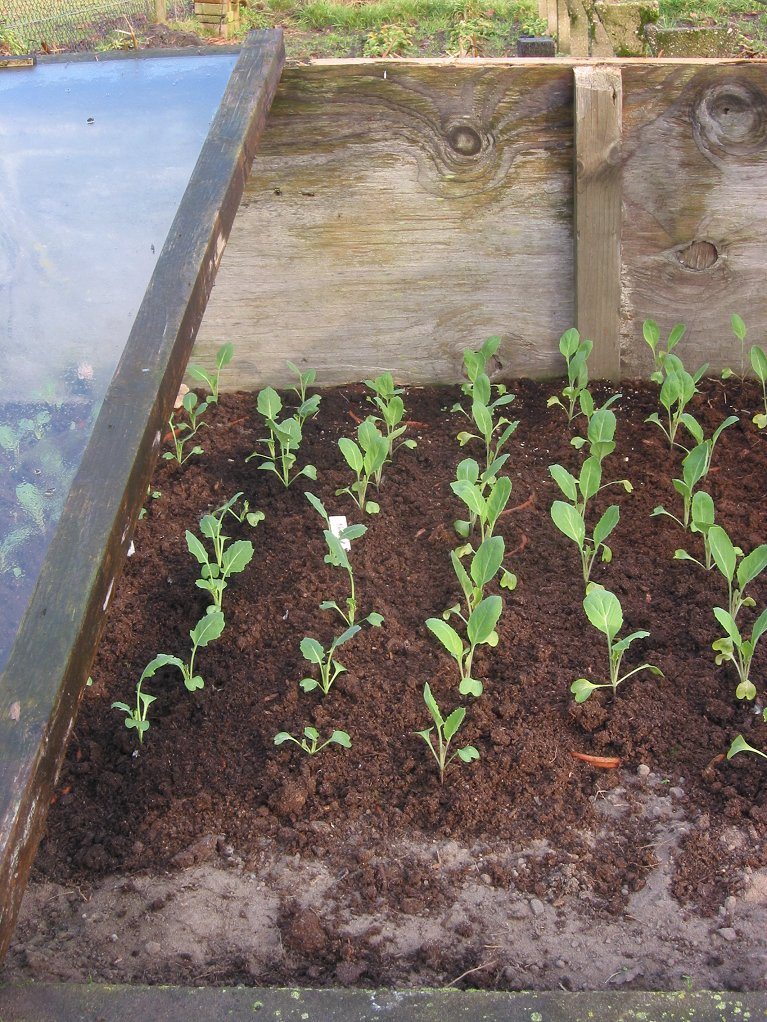
Verspeende weeuwenplanten half december. Rechts bloemkool, links broccoli

Bij het verspenen worden de dicht op elkaar staande kiemplanten uit de grond of uit kweektrays gehaald en in potjes gezet. Verspenen is noodzakelijk bij fijnzadige planten, zoals tabak en sommige cactussoorten en wordt zowel in de professionele tuinbouw als in de hobbytuinbouw uitgevoerd.

## Techniek
Meestal wordt verspeent als de eerste twee ware bladeren, dit zijn de eerste blaadjes na de kiemblaadjes, tevoorschijn zijn gekomen. De planten worden tot de wortelhals in de grond gezet. Verspeende planten zijn steviger en hebben een beter wortelgestel.
Bij het handmatige verspenen kan speciaal gereedschap gebruikt worden, bijv. een breed tweetandje, een lang gebogen schepje en een kegelvormig stokje voor het vormen van de plantgaatjes.

Verspenen van tomaten
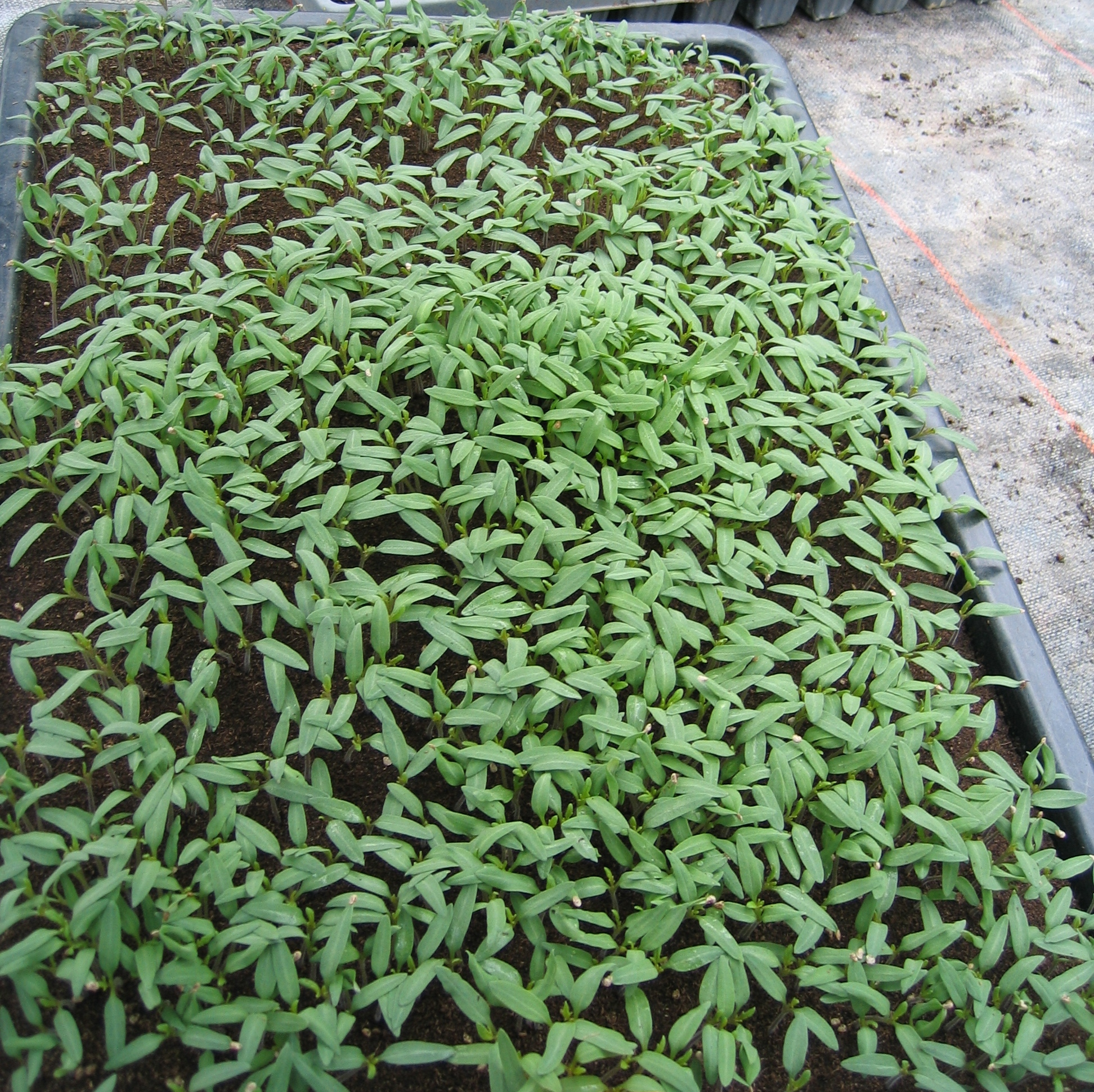
Dicht gezaaide zaailingen
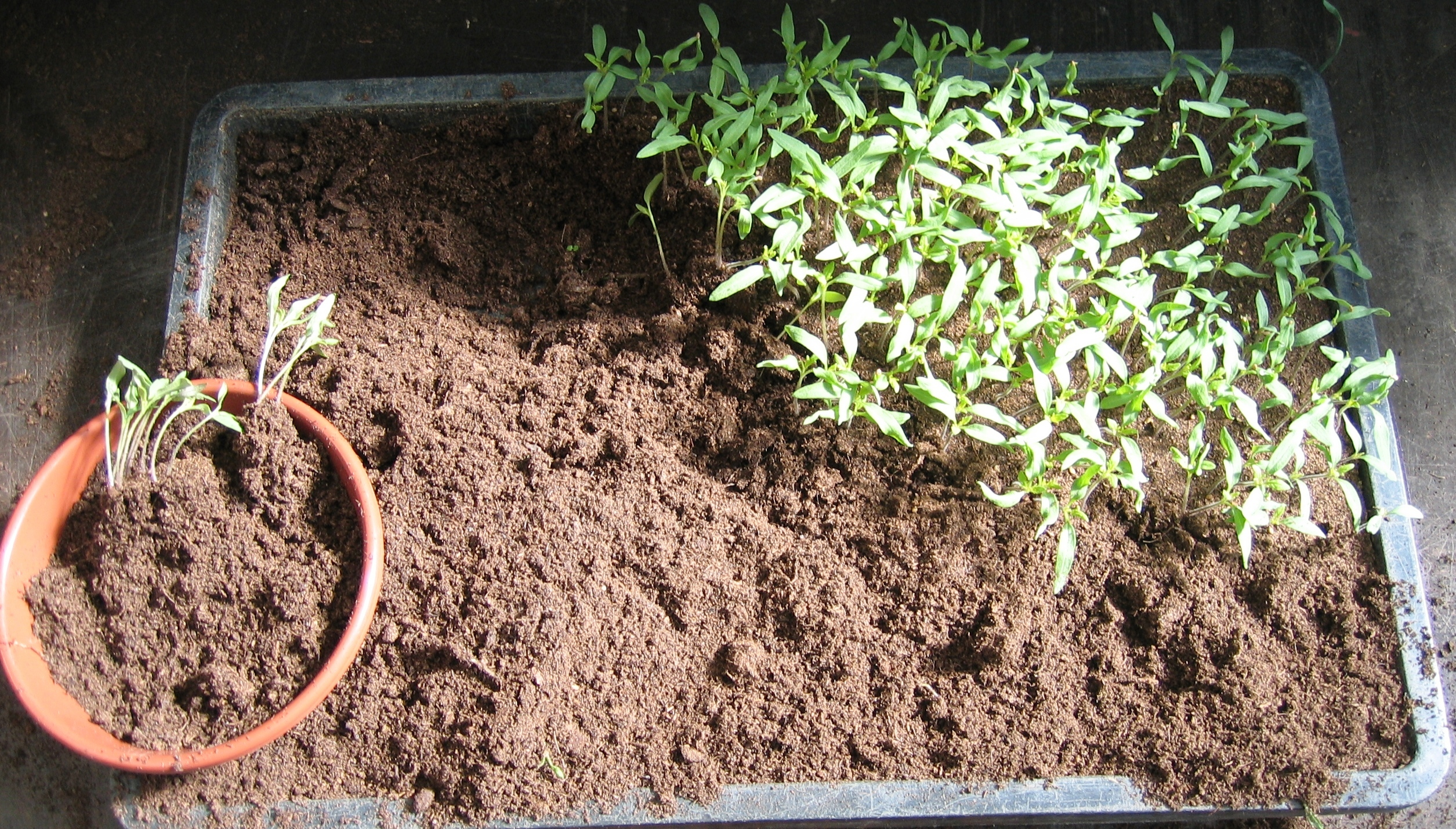
De aarde wordt voorzichtig omgewoeld om de worteltjes los te maken
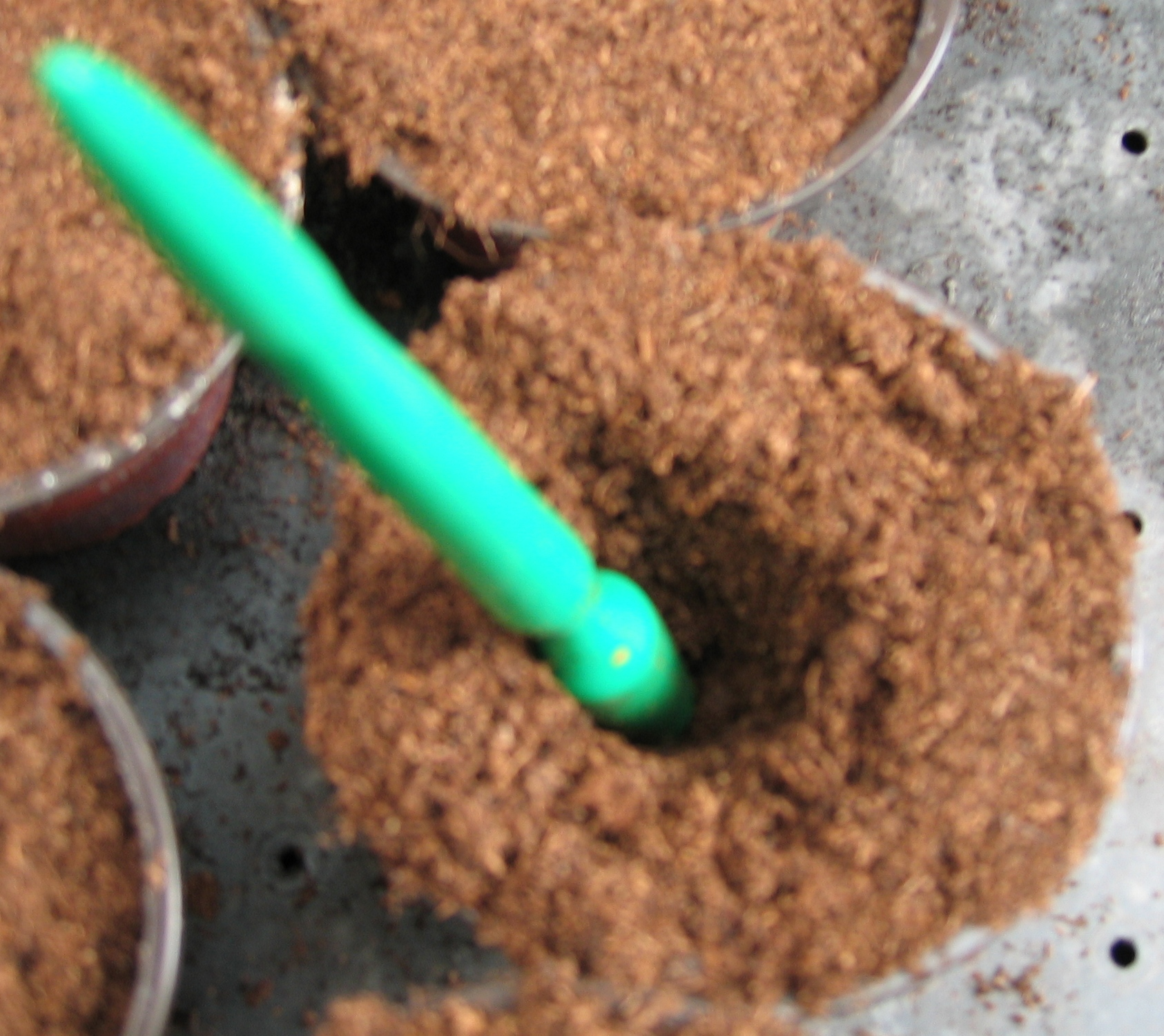
In potjes met fijne aarde worden plantgaatjes geprikt
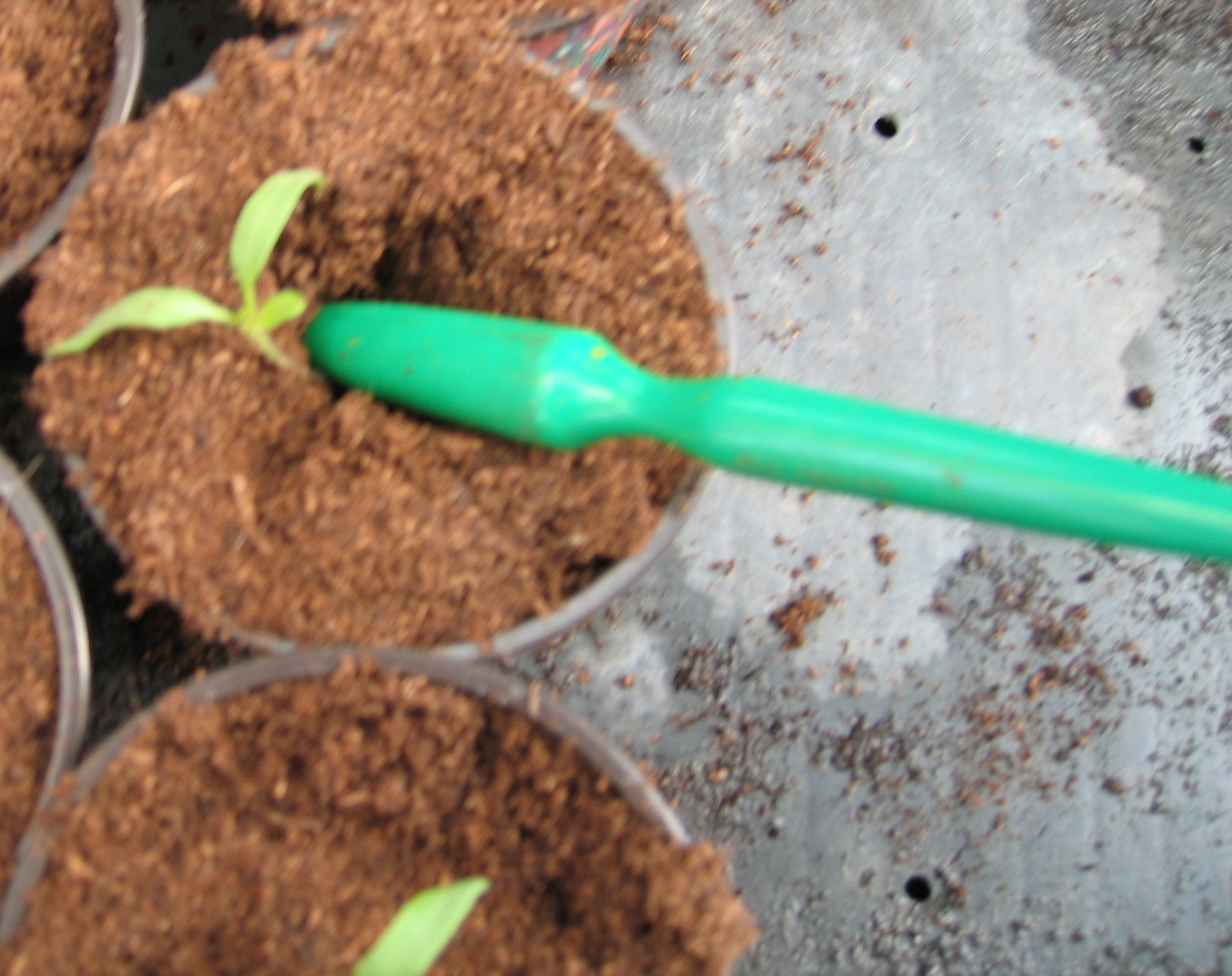
Verspenen - de wortels moeten compleet onder de aarde komen
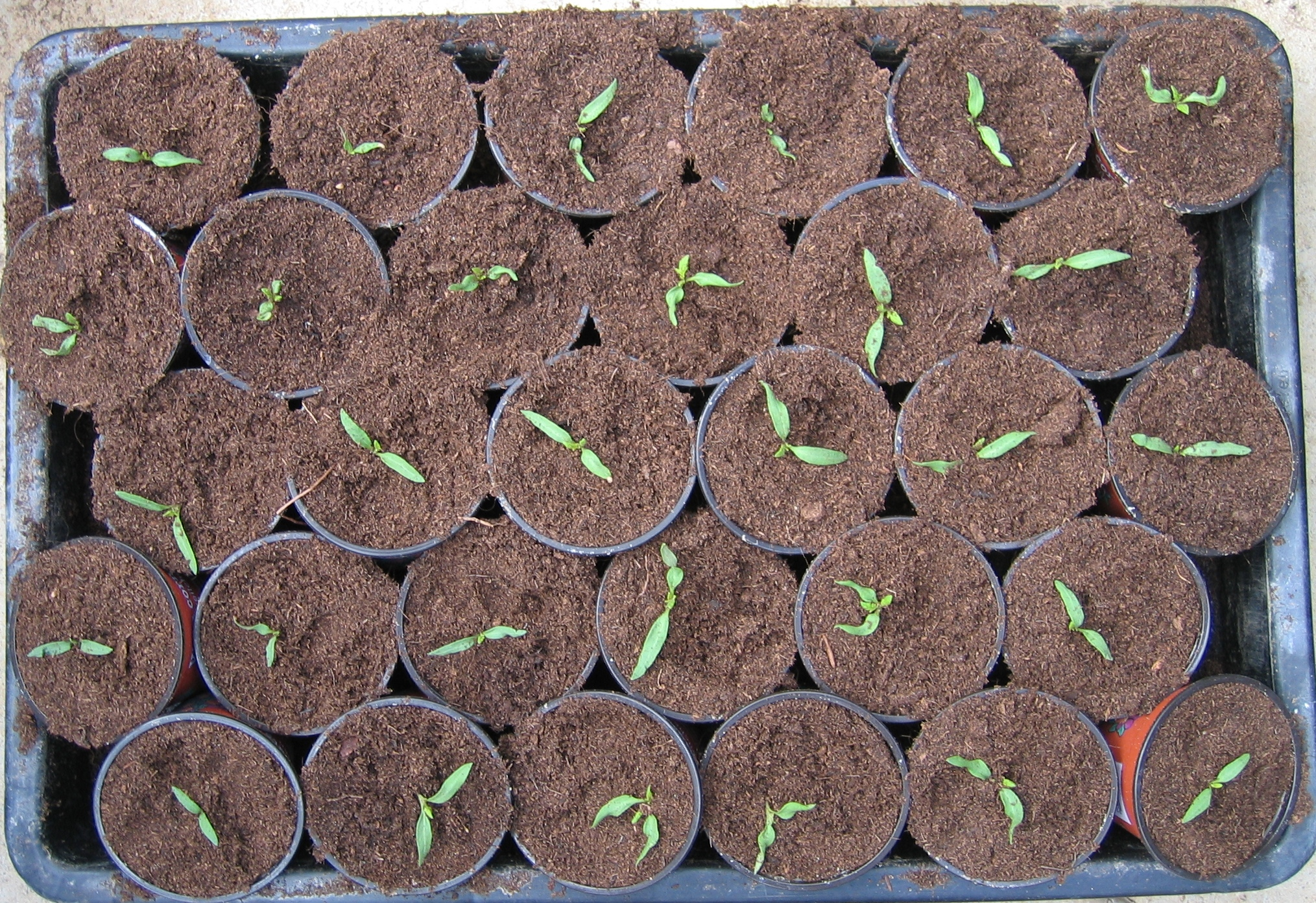
Verspeende zaailingen

## Professionele tuinbouw
Vroeger werd soms tot drie keer verspeend. Tegenwoordig wordt in de professionele teelt door het betere zaad, door de pilleertechniek en de hoge arbeidskosten veel direct met zaaimachines in een zaaitray (of rechtstreeks in een pot) gezaaid.
In de professionele tuinbouw worden vrijwel alle planten verspeend: De jonge plantjes worden in multiceltrays gezaaid of gestekt en worden vervolgens verspeend naar een groter volume: een pot of een tray met grotere cellen. 
Vaak worden de jonge plantjes ingekocht van gespecialiseerde vermeerderingsbedrijven. 
Steeds vaker gebeurt het verspenen automatisch door verspeenrobots. Sommige verspeenrobots zijn uitgerust met een optisch systeem dat de jonge plantjes in verschillende categorieën indeelt. De niet opkweekbare plantjes worden dan niet verspeend.